# Teatro Camões
O Teatro Camões é um espaço cultural de Lisboa, Portugal, localizado no Parque das Nações, junto ao Oceanário.

## História e Enquadramento
O Teatro Camões foi construído nos anos de 1997-1998, englobado no projecto Expo 98. Foi inaugurado o 26 de Setembre de 1998 com a estreia absoluta da ópera O Corvo Branco de Philip Glass sobre um libreto da escritora portuguesa Luísa Costa Gomes na encenação de Robert Wilson.
Integrou a EXPO'98, hoje "Parque das Nações", e confronta-se com dois edifícios de forte volumetria: o Pavilhão do Conhecimento e o Oceanário de Lisboa.
A sua composição figurativa é simples e dá continuidade aos materiais do espaço público, o que é visível no arranjo exterior junto ao passeio ribeirinho.
Da autoria do Gabinete de Arquitectura Risco, sob a direcção do Arquitecto Manuel Salgado, este edifício tem uma presença forte e simbólica nesta zona da cidade dedicada ao lazer e à fruição dos espaços livres.
Debruçado sobre o Tejo, o teatro desfruta de uma vista ao longo do passeio do Neptuno e da proximidade do Jardim da Água, que lhe fica ao lado.

### 1999
Após a Expo’98, foi realizado o projecto de ampliação do edifício do Teatro, por forma a dotá-lo de condições para a instalação da sede da Orquestra Sinfónica Portuguesa.
O Teatro Camões, inicialmente integrado no Instituto Português das Artes e Espectáculo ( IPAE) enquanto unidade de extensão artística, foi, nos termos e para os efeitos do disposto no Decreto–Lei  nº 354/99, de 3 de Setembro, integrado no Teatro Nacional de São Carlos enquanto unidade de extensão artística para utilização da Orquestra Sinfónica Portuguesa.
O Decreto-Lei nº 88/98, de 2 de Abril, define as unidades de extensão artística como “unidades de produção cultural de carácter artístico e técnico onde se produzem, realizam ou acolhem espectáculos de teatro, música e dança e se programam actividades complementares no domínio artístico e cultural”.

### 2002
Em 2002 a Companhia Nacional de Bailado assume a programação e gestão do Teatro.
Por Despacho nº 7721/2002, de 13 de Março de 2002, o então Ministro da Cultura, Sr. Dr. Augusto Santos Silva, realizou a transição das responsabilidades jurídicas e financeiras referentes ao Teatro Luís de Camões, do Teatro Nacional de São Carlos para a Companhia Nacional de Bailado, ficando esta última autorizada a assumir, a partir dessa data, a programação e gestão do Teatro Luís de Camões, considerando que a CNB não dispunha de um espaço próprio para apresentação das suas produções.

### 2003
Em 2003 a Companhia Nacional de Bailado integra definitivamente a gestão do Teatro
Nos termos do Decreto-Lei nº 61/2003, de 2 de Abril, o Teatro Luís de Camões foi integrado na Companhia Nacional de Bailado, tendo em vista a produção e a apresentação dos espectáculos da sua programação, em virtude desta não dispor de um espaço próprio para o efeito, o que vinha a prejudicar a adequada prossecução das suas atribuições pela dependência de espaços de outras estruturas culturais.
A partir desta data compete-lhe realizar a  sua gestão, promovendo a sua utilização, a título oneroso ou gratuito, por outras entidades, publicas ou privadas, nos períodos em que não o esteja a utilizar.

### 2024
O Teatro a gestão é da responsabilidade do OPART – Organismo de Produção Artística, E.P.E.
Em 2024 foi requalificado por 3,5 milhões de euros. No plano foi feita a limpeza e a renovação dos blocos de betão split e o restauro das chapas metálicas das fachadas, elevando a durabilidade e a estética do edifício e realçando as suas linhas arquitetónicas. O plano incluiu ainda melhorias no acesso às coberturas, novos portões automáticos para uma maior segurança do edifício, iluminação noturna redesenhada para garantir visibilidade e segurança através de perfis de iluminação LED embutidos e luzes projetadas na caixa de palco. Internamente, o teatro passou por uma reorganização dos espaços, com uma nova bilheteira onde passou a funcionar uma loja, remodelando o foyer e o auditório, e otimizando bastidores e camarins com novos equipamentos e acessos para pessoas com mobilidade reduzida.

## Espaços
A entrada faz-se por um átrio com um grande envidraçado para o Mar da Palha, em que o espaço exterior e o interior se ligam intimamente e que se articula em dois níveis com duas amplas zonas de pé direito duplo.
Possui três foyers , com 304 metros quadrados no rés-do-chão e 233 metros quadrados no 1º andar , com 2 bares de apoio.
O auditório tem actualmente uma capacidade para 873 lugares.
Ver Visita Virtual no sitio oficial da CNB.

## Características Técnicas
O Teatro Camões possui um tecto técnico sobre toda a plateia, o que permite projectos criativos de utilização deste espaço. O tecto técnico da sala (sobre a plateia) possui 19 metros de largura e 24 metros de profundidade. A caixa de palco possui 26 metros de largura, 19 metros de profundidade e 22,7 metros de altura (do palco à teia). O Fosso de Orquestra possui 16 metros de largura e 5,5 metros de profundidade. Possui uma concha acústica no palco para Orquestra.